# Laz Alonso
Lazaro "Laz" Alonso é um ator americano de cinema e televisão. É filho de cubanos.

## Filmografia
| Ano                  | Filme                       |
| -------------------- | --------------------------- |
| 2000                 | Disappearing Acts           |
| 2001                 | Crime Partners 2000         |
| 2001                 | 30 Years to Life            |
| 2001                 | Down to Earth               |
| 2002                 | Morning Breath              |
| 2002                 | G                           |
| 2002                 | All Night Bodega            |
| 2003                 | Leprechaun: Back 2 tha Hood |
| 2004                 | Hittin' It!                 |
| 2005                 | All Souls Day               |
| 2005                 | Constantine                 |
| 2005                 | The Tenants                 |
| 2005                 | Flip the Script             |
| 2005                 | Issues                      |
| 2005                 | Jarhead                     |
| 2006                 | The Last Stand              |
| 2007                 | Stomp the Yard              |
| 2007                 | Captivity                   |
| 2007                 | Bunny Whipped               |
| 2007                 | Mano                        |
| 2007                 | This Christmas              |
| 2007                 | Divine Intervention         |
| 2008                 | Miracle at St. Anna         |
| 2009                 | Fast & Furious              |
| 2009                 | Down for Life               |
| 2009                 | Avatar                      |
| 2010                 | Jogada Certa                |
| 2011 2019 - presente | Straw Dogs The Boys         |
| 2021                 | Wrath of Man                |